# 그녀와의 마지막 춤을
"그녀와의 마지막 춤을"은 1988년에 개봉한 대한민국의 멜로 영화이다.

## 캐스팅
- 최민수 : 오혜석 역
- 신혜수 : 김다희 역
- 주용만
- 유명진
- 김효성
- 남궁원
- 여운계
- 이종만
- 김애경
- 박영노
- 김기종
- 정영국
- 남성국
- 나갑성

## 수상
- 1989년 제25회 백상예술대상
  - 영화부문 남자신인연기상 - 최민수